# Morte per gli agenti speciali
Morte per gli agenti speciali (Wonder Woman) è un film televisivo del 1974 diretto da Vincent McEveety, basato sul personaggio Wonder Woman dei fumetti DC Comics.

## Trama
Una super eroina usa i suoi poteri per contrastare un intrigo di spionaggio internazionale. All'inizio delle riprese, nei fumetti Wonder Woman aveva perso i suoi superpoteri e dipendeva dall'allenamento delle arti marziali. La DC Comics ha ripristinato i poteri di Wonder Woman mentre il film era in produzione.

## Produzione
Primo progetto televisivo o cinematografico prodotto dalla Warner Bros. basato sul personaggio di Wonder Woman della DC Comics; si tratta dell'episodio pilota per una serie televisiva omonima, di fatto mai realizzata. La Warner e la DC erano di proprietà della stessa società dal 1967, quando la Kinney National Company acquistò entrambe le società; la Kinney divenne Warner Communications nel 1972.
Un anno più tardi Warner e DC ripresero in mano il progetto di una serie TV su Wonder Woman, rappresentandola stavolta nelle sue vesti più classiche da supereroina. Tra le attrici che sostennero il provino della parte della protagonista in questo film c'era anche Lynda Carter, che avrebbe poi avuto il ruolo nella serie TV del 1975.
Fu l'ultima apparizione di Ronald Long, prima di ritirarsi dalle scene (morirà nel 1986).

## Distribuzione
Il film venne trasmesso per la prima volta dalla ABC TV il 12 marzo 1974.
Nel 2012 è stato distribuito in DVD dalla Warner Home Video.